# Verkehrsunfall auf der Bundesautobahn 5 im Juli 2003
Bei einem Verkehrsunfall am 14. Juli 2003 kam auf der Bundesautobahn 5 zwischen Karlsruhe und Bruchsal eine Autofahrerin mit ihrer Tochter ums Leben, nachdem sie von einem anderen Auto bedrängt worden war. Der auch als Autobahnraser-Fall bezeichnete Straßenverkehrsunfall erregte großes Medieninteresse in Deutschland. In den bis 2004 anschließenden Gerichtsverfahren wurde ein DaimlerChrysler-Testfahrer strafrechtlich verurteilt, der nach Auffassung der Gerichte für den Unfall verantwortlich war; eine ARD-Dokumentation aus dem Jahr 2005 beschrieb Zweifel an den Ergebnissen der Gerichtsverfahren.

## Hergang
Eine junge Frau verlor am 14. Juli 2003 gegen 6 Uhr morgens auf der Bundesautobahn 5 nördlich von Karlsruhe in Fahrtrichtung Frankfurt am Main die Kontrolle über ihren Kleinwagen, kam von der Straße ab und kollidierte mit einem Baum. Die 21-jährige Mutter und ihre zweijährige Tochter verstarben noch an der Unfallstelle. Zeugenaussagen zufolge war unmittelbar vor dem Kontrollverlust ein dunkles Fahrzeug mit Böblinger Kennzeichen mit hoher Geschwindigkeit dicht auf das Fahrzeug der Verunglückten aufgefahren.

## Ermittlungen

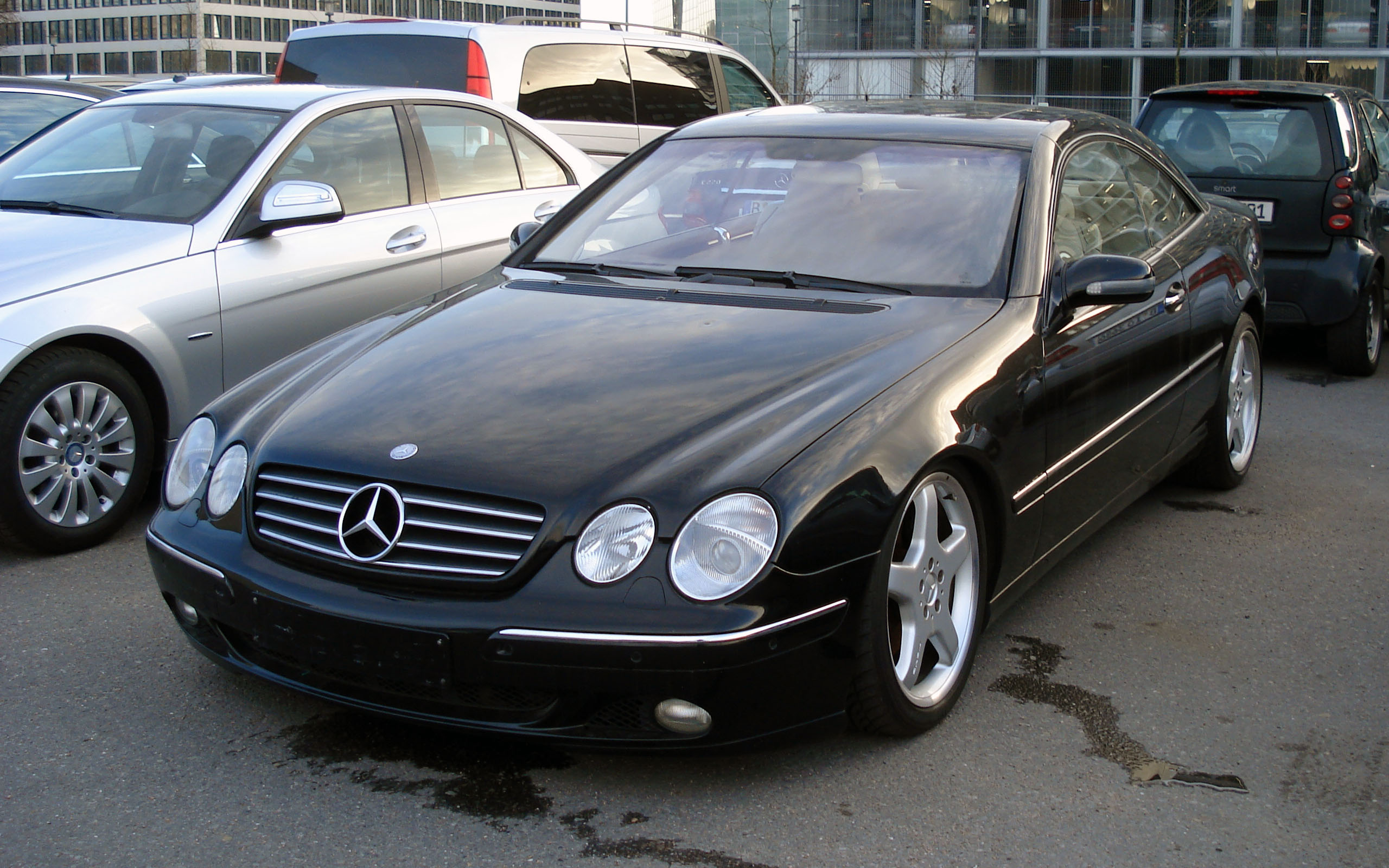
Mercedes-Benz CL Coupé – der Unfallverursacher war mit einem Wagen dieses Typs unterwegs.

Da das Auffahrmanöver des schwarzen Wagens in Zusammenhang mit dem Unfall gebracht wurde, wurde die Sonderkommission „Raser“ gegründet, zu der zeitweilig bis zu 40 Beamte gehörten. Allein im Bereich Böblingen waren 13 Ermittlungsteams im Einsatz, um eine mögliche Unfallbeteiligung von insgesamt 707 in Frage kommenden Fahrzeugen abzuklären. Die Behörden ermittelten Rolf F., einen 35-jährigen Testfahrer von DaimlerChrysler, als den mutmaßlichen Fahrer des Fahrzeugs, da die Zeugenbeschreibungen genau auf sein schwarzes Mercedes-Benz CL 600 Coupé passten. Obwohl Rolf F. angab, erst um 6:10 Uhr an der Unfallstelle vorbeigekommen zu sein, wurde den Aussagen der Zeugen Glauben geschenkt, da diese Beschreibungen, z. B. der Scheinwerfergestaltung, des Beschleunigungsverhaltens und der Auspuffanlage, abgeben konnten und ihnen eine gewisse Kenntnis über Autos zugetraut wurde. Die Ermittlungen führten zu einer Anklageerhebung gegen Rolf F.

## Prozess
Rolf F. wurde in zwei Instanzen sowohl vom Schöffengericht am Amtsgericht Karlsruhe als auch von einer Strafkammer am Landgericht Karlsruhe nach umfangreichen Beweisaufnahmen schuldig gesprochen. Maßgeblich für die Urteilsfindung waren die detaillierten Beschreibungen des dicht auffahrenden Fahrzeugs durch die Augenzeugen. Das Gericht stellte ferner aufgrund von Weg-Zeit-Berechnungen, basierend auf Tankquittungen von Rolf F., fest, dass dieser durchaus zum Unfallzeitpunkt am Unfallort sein konnte, während andere ermittelte Fahrzeuge ausschieden. Hinzu kamen Zeugenaussagen, die Rolf F. als „sportlichen“, „dynamischen“ oder gar „gefährlichen“ Fahrer charakterisierten. Erschwerend kam hinzu, dass Rolf F. falsche Angaben zum Zeitpunkt der Abfahrt gemacht hatte. Außerdem hatte sein Verhalten gegenüber Kollegen in der Zeit zwischen dem Unfall und der Ermittlung seines Fahrzeugs nahegelegt, dass ihm eine mögliche Ursächlichkeit seines Verhaltens an dem Unfall schon früh bewusst gewesen sein könnte.
Das Amtsgericht Karlsruhe verurteilte Rolf F. am 16. Februar 2004 wegen fahrlässiger Gefährdung des Straßenverkehrs (§ 315c Abs. 2 b StGB) in Tateinheit mit fahrlässiger Tötung (§ 222 StGB) in zwei Fällen zu 18 Monaten Freiheitsstrafe ohne Bewährung (Az.: 2 Ls 40 Js 26274/03). Von dem Vorwurf des unerlaubten Entfernens vom Unfallort wurde er freigesprochen. Das Gericht sah es als erwiesen an, dass es sich bei dem auffahrenden Fahrer um Rolf F. gehandelt hat, und kam zu der Überzeugung, dass ein ursächlicher Zusammenhang zwischen dem dichten Auffahren und dem Unfall bestand. Der Strafverteidiger des Angeklagten hatte auf Freispruch plädiert.
Im Berufungsverfahren erkannte auch das Landgericht Karlsruhe am 29. Juli 2004 auf fahrlässige Gefährdung des Straßenverkehrs (§ 315c Abs. 1 Nr. 2 StGB) in Tateinheit mit fahrlässiger Tötung (§ 222 StGB) in zwei Fällen, reduzierte das Strafmaß jedoch auf ein Jahr Freiheitsstrafe mit Bewährung sowie 12.000 Euro Geldbuße als Bewährungsauflage und Entzug der Fahrerlaubnis für ein Jahr. Zur Begründung des abgemilderten Urteils führte das Landgericht aus, dass „der Angeklagte sich die vorliegende Verurteilung zur ausreichenden Warnung dienen lassen wird und künftig auch ohne die Einwirkung des Strafvollzuges keine Straftaten begehen wird“ sowie dass die Verteidigung der Rechtsordnung die Vollstreckung der Strafe ebenfalls nicht gebieten würde. Außerdem würdigte das Gericht, dass Rolf F. durch den Verlust seines Arbeitsplatzes und das Medieninteresse, durch das er als Autobahnraser bekannt wurde, bereits gestraft sei.

## Nachbetrachtungen
Das Urteil wurde in der Öffentlichkeit, etwa von Vertretern des ADAC und des Verkehrsclubs Deutschland, kontrovers diskutiert. Der Verkehrsclub Deutschland kritisierte das Berufungsurteil als unangemessen nachsichtig.
Am 25. Juli 2005 strahlte die ARD eine Dokumentation zu den Vorgängen um den Unfall unter dem Titel Der Tag, als ich zum „Todes-Raser“ wurde aus. Darin wird auf einige strittige und widersprüchliche Punkte in den Ermittlungen und Gerichtsverhandlungen eingegangen. Die Autoren kommen in ihrer Reportage zu dem Schluss, dass eine Täterschaft von Rolf F. fragwürdig oder gar auszuschließen sei.
Zuweilen wird das Urteil in der juristischen Literatur zum Verkehrsstrafrecht herangezogen, um die rechtliche Beurteilung von Nötigungen im Straßenverkehr zu diskutieren. Deren Zahl wächst laut Verkehrsstatistik, was – umstrittenermaßen – auf zunehmende Aggressivität durch die steigende Verkehrsdichte zurückgeführt wird. Politische Vorschläge im Anschluss an den Autobahnraser-Fall, die Nötigung im Straßenverkehr als Regelbeispiel eines besonders schweren Falls der Nötigung gemäß § 240 Abs. 4 StGB zu kodifizieren, haben sich nicht durchgesetzt; stattdessen wurden zum 1. Mai 2006 die Bußgelder für Ordnungswidrigkeiten im Straßenverkehr erhöht. Martin Heger erwähnte den Fall 2011 als Beispiel dafür, dass es trotz insgesamt stark gesunkener Letalität von Verkehrsunfällen gerade diejenigen mit tödlichem Ausgang seien, die „die Frage einer Nötigungsstrafbarkeit immer wieder in grelles Licht rücken“.
2015 bezeichnete ihn ein Welt-Artikel als bis dato bekanntesten Erlkönig-Unfall.